# ثيودور بيرغر
ثيودور بيرغر (بالألمانية: Theodor Berger)‏ هو ملحن نمساوي، ولد في 18 مايو 1905 في Traismauer ‏ في النمسا، وتوفي في 21 أغسطس 1992 في فيينا في النمسا.

## وصلات خارجية
- ثيودور بيرغر على موقع IMDb (الإنجليزية)
- ثيودور بيرغر على موقع ميوزك برينز (الإنجليزية)